# Io danzerò
Io danzerò (La Danseuse) è un film del 2016 diretto da Stéphanie Di Giusto.
Film biografico basato sul romanzo Loïe Fuller, danseuse de la Belle Époque di Giovanni Lista e sceneggiato dalla stessa regista con Thomas Bidegain e Sarah Thibau.
Ѐ stato presentato al Festival del Cinema di Cannes del 2016 nella categoria Un Certain Regard.

## Trama
Loïe è una ragazza irrequieta che vive nel West americano col padre, dove legge Shakespeare e impara a lanciare col lazo. Alla morte del genitore, deve andare a vivere a Brooklyn con la madre, la quale cerca di farla adeguare agli standard dell'etichetta femminile dell'epoca. La ragazza però continua a non volersi adeguare e sogna di calcare i palchi dei teatri come attrice. Fa alcune audizioni e affronta numerose delusioni, finché inventa un proprio stile di danza.
Convinta della novità e della qualità della sua creazione, decide di salpare per Parigi, centro artistico e d'avanguardia del momento. Qui, col tempo, riesce a farsi apprezzare negli ambienti artistici e a tenere dei propri spettacoli. Lei se ne occupa interamente, dalle scenografie, ai costumi e alle luci.
Col tempo, raggiunge fama e sempre più ragazze si vogliono unire al suo corpo di ballo: tra queste, l'affascinante Isadora Duncan, vera ballerina che poi diventa oggetto della gelosia della Fuller. Le cose si complicano con il sempre maggior indebolimento del corpo di Loïe, che si rovina sempre più a causa del suo stile di danza peculiare (la serpentine dance).

## Distribuzione
Il film è stato presentato in anteprima mondiale al Festival di Cannes nel 2016 nella categoria Un Certain Regard, mentre in anteprima italiana in apertura al Biografilm Festival del 2017. Ѐ stato distribuito in Italia da I Wonder Pictures.